# 空埜一樹
空埜 一樹（そらの かずき、1984年8月21日 - ）は、日本のライトノベル作家。
大阪コミュニケーションアート専門学校、福岡デザインコミュニケーション専門学校出身。2006年に「ここにいるカミサマ。」（未刊行）で第3回MF文庫Jライトノベル新人賞（メディアファクトリー主催）第三次選考通過。翌2007年に「死なない男に恋した少女」で第1回ノベルジャパン大賞（ホビージャパン主催）奨励賞を受賞。2008年6月に同作を改稿のうえでHJ文庫より刊行し、デビューした。HJ文庫で一番作品数が多い作家でもある。
2021年に「陸堂克樹」名義で応募した「勇者と呼ばれた後に ―そして無双男は家族を創る―」で第13回講談社ラノベ文庫新人賞佳作を受賞した。

## 作品

### HJ文庫
- 死なない男に恋した少女（イラスト:ぷよ、全7巻）
- うちの会長は荒ぶる虎猫に似ている。（イラスト:ろんど、全3巻）
- シンマと世界と嫁フラグ（イラスト:にろ、全6巻）
- 扉の魔術師の召喚契約（） （イラスト:ぽんじりつ、全5巻）
- 邪神攻略者の戦技教導（イラスト:村上ゆいち、全4巻）
- 世界最強は家族と仲良く出稼ぎ中!（イラスト：和武はざの、全4巻）
- 超! 異世界学級!!（イラスト：児玉酉、全2巻）
- 勤労魔導士が、かわいい嫁と暮らしたら?（イラスト：さくらねこ、既刊3巻）
- 異世界クエストは放課後に!（イラスト：児玉酉、既刊3巻）
- 最強と呼ばれた冒険者、低ランク魔物を極める。（イラスト：KACHIN、既刊2巻）
- ちょっぴりヤバめな秘密のある女の子が恋人ってどうですか?（イラスト：マッパニナッタ、既刊1巻）
- 伝説の魔導王、千年後の世界で新入生になる（イラスト：ぷきゅのすけ、既刊1巻）
- 魔王使いの最強支配（イラスト：コユコム、既刊4巻）
- 魔王軍最強のオレ、婚活して美少女勇者を嫁に貰う（イラスト：伊吹のつ、既刊1巻）
- バグスキル【開錠】で最強最速ダンジョン攻略（イラスト：もきゅ、既刊2巻）

### オーバーラップ文庫
- 双星の異端騎士（）（イラスト:七桃りお、全2巻）

### ダッシュエックス文庫
- 逆道の覇王戦記（イラスト：植田亮、全3巻）
- 英雄世界の英雄譚（イラスト：桑島黎音、既刊1巻）
- 伝説の救世主の保護者（イラスト：希望つばめ、既刊1巻）

### 講談社ラノベ文庫
- 勇者と呼ばれた後に ―そして無双男は家族を創る―（イラスト：さなだケイスイ、既刊2巻）